# The Great Gig in the Sky
„The Great Gig in the Sky“ je pátá skladba z alba The Dark Side of the Moon od anglické progresivně rockové skupiny Pink Floyd, vydaného roku 1973. Ve skladbě zpívá Clare Torry.

## Sestava
- Richard Wright – piáno, hammondovy varhany
- David Gilmour – steel kytara
- Roger Waters – baskytara
- Nick Mason – bicí, perkuse
- Clare Torry – zpěv